# آب‌شیب
آب‌شیب، روستایی از توابع بخش مرکزی شهرستان داراب در استان فارس ایران است.

## جمعیت
این روستا در دهستان هشیوار قرار دارد و براساس سرشماری مرکز آمار ایران در سال 1395، جمعیت آن 1023 نفر (253خانوار) بوده‌است.که هم اکنون در حال افزایش هست